# Pete Hoekstra
Cornelis Piet (Pete) Hoekstra (Groningen, 30 oktober 1953) is een Amerikaans politicus van Nederlandse afkomst voor de Republikeinse Partij. Tussen 10 januari 2018 en 17 januari 2021 was hij ambassadeur van de Verenigde Staten in Nederland. Sinds april 2025 is hij ambassadeur namens de VS in Canada.

## Levensloop

### Jeugd en vroege loopbaan
Toen hij drie jaar oud was emigreerde het gezin van Hoekstra naar Holland (Michigan). Hij studeerde aan het Hope College, behaalde er een Bachelor of Arts en studeerde vervolgens met succes voor een Master of Business Administration aan de Universiteit van Michigan. Daarna was hij directeur van een bedrijf in kantoormeubels, waarmee hij miljoenen US-dollars verdiende. In 1992 ging hij de politiek in.

### Huis van Afgevaardigden
Hij werd in zijn district Republikeins kandidaat voor het Huis van Afgevaardigden. In de voorverkiezing versloeg hij, tot veler verrassing, een andere Amerikaan van Nederlandse afkomst, langjarig congreslid Guy Vander Jagt.
Hoekstra was een van de meer conservatieve congresleden. Hij kwam in juni 2006 groot in het nieuws, toen hij in Caïro een persconferentie belegde, waar hij samen met senator Rick Santorum verkondigde dat in Irak honderden chemische wapens waren gevonden, wat zou wijzen op de aanwezigheid van massavernietigingswapens - de aanleiding voor de invasie in Irak. Deze bewering werd door het Pentagon tegengesproken.
Alhoewel de Republikeinen voorstander zijn van 'term limits', het beperken van de ambtsperiode van politici, werd Hoekstra in 2008 voor de achtste keer door de kiezers in zijn district gekozen. Hij was in 2010 kandidaat voor de post van gouverneur van Michigan, maar verloor de Republikeinse voorverkiezingen van Rick Snyder.

### Senaatsverkiezingen 2012
In het najaar van 2011 werd Hoekstra kandidaat voor de senaatsverkiezingen van 2012. Hij kwam in februari 2012 in opspraak door een reclamespot die in Michigan werd uitgezonden tijdens de Super Bowl. In de spot, gericht tegen de democratische senator Debbie Stabenow – door Hoekstra 'Debbie Spenditnow' genoemd – werd gezinspeeld op angst voor Chinese overheersing. Een vrouw met een Aziatisch uiterlijk in de spot werd in de broncode van Hoekstra's website omschreven als 'yellowgirl', maar volgens het campagneteam was dat een vergissing.
Op 8 augustus 2012 won Hoekstra in Michigan de Republikeinse voorverkiezingen voor de Senaat. Hij kreeg 54 procent van de uitgebrachte stemmen. Zijn voornaamste Republikeinse rivaal Clark Durant bleef steken op 34 procent. Hoekstra verloor echter de verkiezing uiteindelijk van de Democratische kandidaat Debbie Stabenow. Na deze nederlaag verdween hij uit het zicht als politicus. Hij verbond zich aan de ultraconservatieve denktank The Investigative Project on Terrorism, opgericht door Steve Emerson. In het rapport Fear Inc van de progressieve denktank Center for American Progress wordt Emerson beschreven als een ‘islamophobia misinformation expert'. Naast Hoekstra zijn ook Frank Gaffney, Daniel Pipes en Robert Spencer verbonden aan dit instituut. Bij IPT werd hij gesponsord door Robert Shillman (een bestuurslid van het David Horowitz Freedom Center.

### Ambassadeur
Voor de presidentsverkiezingen van 2016 voerde Hoekstra actief campagne voor Donald Trump. Na diens zege werd hij in de Amerikaanse media genoemd als mogelijke directeur van de CIA, maar die post ging uiteindelijk naar Mike Pompeo. In juli 2017 werd bekend dat Hoekstra zou worden voorgedragen als ambassadeur van de Verenigde Staten in Nederland. Op 9 november 2017 stemde de Senaat in met deze benoeming. Hij werd als ambassadeur beëdigd op 11 december 2017. Op 10 januari 2018 overhandigde hij zijn geloofsbrieven aan Koning Willem-Alexander. Op 17 januari 2021 stopte hij zijn werkzaamheden als ambassadeur.
In januari 2024 werd Hoekstra gekozen tot voorzitter van de Republikeinse Partij van Michigan. In november van dat jaar werd hij door president-elect Trump voorgedragen als nieuwe ambassadeur in Canada.

### Persoonlijk leven
Pete Hoekstra is gehuwd met Diane Johnson. Zij hebben drie kinderen.

## Politieke opvattingen
Hoekstra staat bekend als een zeer conservatief republikein (zie paleoconservatisme). Hij is erg actief in de Tea Party-beweging.  Hij is tegen het homohuwelijk en abortus, voor de doodstraf, en tegen het aan banden leggen van vuurwapenbezit. Hij is een voorstander van Trumps inreisverbod.
Hoekstra debiteerde diverse onwaarheden over de islam en sprak geregeld op congressen van de anti-islamdenktank American Freedom Alliance. Een citaat uit een speech die Hoekstra hield in 2015:
The Islamic movement has now gotten to a point where they have put Europe into chaos. Chaos in the Netherlands, there are cars being burnt, there are politicians that are being burnt ... and yes, there are no-go zones in the Netherlands.
(De Islamitische beweging is nu tot een punt gekomen dat Europa in chaos verkeert. Chaos in Nederland, er worden auto's verbrand, er worden politici verbrand ... en ja, er zijn no-gozones in Nederland).
Geïnterviewd in Nederland door Wouter Zwart van het tv-programma Nieuwsuur op 22 december 2017 ontkende hij dit gezegd te hebben. Dat zou volgens hem nepnieuws zijn. Kort daarna ontkende hij het nepnieuws genoemd te hebben om een dag later voor zijn uitspraken in Nieuwsuur excuses aan te bieden.
Hoekstra is er van overtuigd dat door Amerikaanse mainstream moslim-organisaties een 'geheime jihad’ gevoerd wordt. In 2020 raakte hij in Nederland opnieuw in opspraak, toen hij op de Amerikaanse ambassade een partijbijeenkomst van het Forum voor Democratie toeliet. Een jaar eerder had hij al een toespraak gehouden op een congres van die partij.
- Library of Congress Control Number: no2016120960
- SNAC: w6sz74x1
- Biographical Directory of the United States Congress: H000676
- Virtual International Authority File: 36147423001144880885
- WorldCat: E39PBJdRBT6GrKGW3cMQKpRBT3